# غويدا كوستا
غويدا كوستا هي عازفة الجاز ومغنية برتغالية، ولدت في 1964.